# Paul Provenza
Paul Provenza (31. července 1957, Bronx, New York) je televizní moderátor a jevištní herec, účastník diskusí v rozhlase, stand-up komik, filmař a skeptik, který žije v Los Angeles. Objevil se v několika podcastech a v posledních letech dělal rozhovory s dalšími stand-up komiky. V roce 2005 se stal režisérem, v roce 2010 spisovatelem a od roku 2011 začal produkovat pro festivaly humoru i pro televizi.

## Život

### Začátky
Provenza se narodil a vyrostl v části Bronxu Pelham Parkway v New Yorku a střední vzdělání ukončil na Bronx High School of Science v roce 1975. Už na střední škole začal vystupovat jako stand-up komik, když v 17 letech debutoval v klubu The Improv na Manhattanu. Ve vystupování pokračoval i během studií na Pensylvánské univerzitě, odkud si během ročního přerušení odskočil do Londýna na Královskou akademii múzických umění. Za pobytu na akademii se připojil k divadelní skupině klasického repertoáru a stal se tak jedním z mála Američanů, kteří na Londýnské scéně vystupovali v roli Romea. V roce 1979, kdy na Pensylvánské univerzitě graduoval, udělila tato univerzita poprvé tituly v oboru divadelních umění. Na univerzitě psal pro humoristický magazín Pennsylvania Punch Bowl a byl členem Mask and Wig Club, kam se mnohokrát vrátil vystupovat při výročním Intercollegiate Comedy Festivalu.

### Televize
Provenza se poprvé objevil v The Tonight Show Starring Johnny Carson 25. března roku 1983. Od roku 1988 do 1989 také uváděl krátce vysílanou show americké televizní kabelové stanice Nickleodeon nazvanou Kids Court. Hrál také Dr. Capra v šesté sérii komediálního seriálu Nothern Exposure, po boku Teri Polo.

### Stand-up, rádio a film
Zatímco se živil jako stand-up komik, nacházel práci také v divadle i v televizi. Objevil se v televizních show Nothern Exposure a Empty Nest (americký sitcom). Obdržel kladné recenze za svou jevištní práci ve hře Only Kidding! divadla Off-Broadway, za kterou byl nominován na ocenění Drama Desk Award (Vynikající výkon na Newyorských scénách) jako nejlepší herec. Obdržel také ocenění Theater World Award za nejlepšího herce. Více než tři roky byl předskokanem Diany Ross. Byl také poctěn karikaturou od legendárního Al Hirschfelda. Je častým účastníkem rozhlasové zábavné show Wait Wait Don't Tell Me na NPR (nezávislé sdružení veřejných stanic).

### Náboženský skepticismus
Provenza byl oficiálním moderátorem shromáždění Reason Rally, pořádaném na prostranství ve Washingtonu, D.C. za účasti cca 30 000 lidí.

### Spisovatel
V květnu roku 2010 byla nakladatelstvím Harper-Collins vydána kniha ¡Satiristas! s fotografiemi Dana Diona. Obsahuje do hloubky jdoucí rozhovory se Stephenem Colbertem, Billem Maherem, Georgem Carlinem, Marcem Maronem a dalšími.

## Filmografie
- Odd Jobs - Byron (1986)
- Pursuit of Happiness (TV seriál) - David Hanley (1987–88)
- The Facts of Life (TV seriál) - Casey Clark (1987–88)
- Kids Court - moderátor (1988)
- Comics Only - moderátor (1991)
- Empty Nest (TV seriál) - Patrick (1992-1993)
- Northern Exposure - Dr. Phillip Capra (1994)
- Phobophilia: The Love of Fear (1995)
- Sabrina the Teenage Witch - Ethan (1996)
- Beggars and Choosers (TV seriál) - Parker Meridian (1999-2000)
- Západní křídlo - Steve Onorato (2000)
- Fixing Frank - Jonathan Baldwin (2002)
- The Aristocrats (film) - producent, režisér (2005)
- The Green Room with Paul Provenza - moderátor (2010–11)